# Carl Emil Christiansen

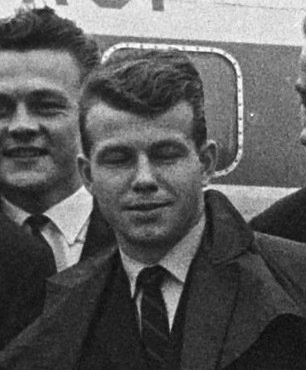
Carl Emil Christiansen 1963.

Carl Emil Christiansen, född 31 december 1937 i Esbjerg, död 15 januari 2018 i Esbjerg, var en dansk fotbollsspelare och tränare för Esbjerg fB. Han spelade 313 matcher och gjorde 112 mål för Esbjerg fB. Han gjorde ett mål och spelade två matcher i det danska landslaget.